# 케노시스
케노시스(고대 그리스어: κένωσις, '비움의 행위') 또는 자기비움은 예수의 비움을 의미하는 기독교 신학의 용어이다. 자신의 의지를 스스로 비우며, 신적 의지를 전적으로 수용하는 것이다. 빌립보서 2장 7절에서 동사형으로 사용되었다.
케노시스의 엄밀한 의미는 학자에 따라 다양하다. 일반적으로는 예수가 자신의 욕망을 비우고 신의 신성한 뜻에 완전히 순종하게 되었다는 의미이다. 예수는 십자가에 달려 죽기까지 신의 뜻에 순종했고, 빌립보서는 그리스도인들에게도 이러한 순종을 권장한다는 것이다. 보다 논쟁적인 의미로써는, 예수가 진정한 인간으로서 살아가기 위해 자신의 신적 능력을 자발적으로 제한하고 비웠다는 것이다. 이 경우 빌립보서의 "그는 하나님의 본성을 지니셨으나, 동등함을 주장하려 하지 않으셨다"는 구절을 인용하여 예수가 자신의 신적 지위를 일부러 사용하지 않았다고 본다. 그러나 이 해석은 예수의 신적 권능을 지나치게 축소시킨다는 비판도 제기된다.

## 신약성경의 사용
신약성경에서는 명사형 '케노시스'는 사용되지 않지만, 동사형 '케노오'가 다섯 번 사용된다(로마서 4:14; 고린도전서 1:17, 9:15; 고린도후서 9:3; 빌립보서 2:7). 이 중에서도 빌립보서 2:7이 기독교의 케노시스 개념에서 가장 중요한 구절로 여겨진다.
"너희 안에 이 마음을 품으라 곧 그리스도 예수의 마음이니, 그는 근본 하나님의 본체시나 하나님과 동등됨을 취할 것으로 여기지 아니하시고, 오히려 자기를 비워 종의 형체를 가지사 사람들과 같이 되셨고, 사람의 모양으로 나타나셨으매 자기를 낮추시고 죽기까지 복종하셨으니 곧 십자가에 죽으심이라. 이러므로 하나님이 그를 지극히 높여 모든 이름 위에 뛰어난 이름을 주사..."

— 빌립보서 2:5-9 (KRV)

## 기독론
케노시스 기독론은 빌립보서 2장에서 예수의 인간적 측면을 설명하는 데 사용되기도 한다. 초기 기독교에서 일부는 예수가 완전히 인간적 존재로서 신에 의해 특별히 존경받고 높여졌다는 양자설(adoptionism)을 주장했으며, 다른 일부는 예수가 완전히 신적 존재로서 영적인 현현에 가깝다는 가현설(docetism)을 주장했다. 그러나 최종적으로 칼케돈 신경에서 예수는 완전히 인간이면서도 동시에 완전히 신이라는 이중 본질을 지닌다고 선언되었다.
케노시스 기독론은 예수가 진정한 인간을 경험하기 위해, 비록 선재하는 신적 존재였지만 자발적으로 자신을 낮추었다는 것을 본질로 한다. 예수는 여전히 기적을 행하고, 병자를 치유하며, 신뢰할 만한 도덕적 가르침을 전달할 수 있었으나, 인간으로서의 모든 문제를 해결하는 데 신적 권능을 사용하지 않았으며, 일반적인 인간의 문제들을 겪었다는 것이다. 이런 관점에서 예수는 잠을 자고 음식을 먹어야 했으며, 광야에서 마귀의 시험을 받았고, 무화과나무가 제철이 아님에 실망할 수 있었으며, 세상의 종말의 날과 시간을 아무도 알지 못한 이유를 설명하기도한다.